# 2012 en Saskatchewan
Chronologie de la Saskatchewan
- 2008
- 2009
- 2010
- 2011
- 2012
- 2013
- 2014
- 2015
- 2016

Cette page concerne des événements d'actualité qui se sont produits durant l'année 2012 dans la province canadienne de la Saskatchewan.

## Politique
- Premier ministre : Brad Wall
- Chef de l'Opposition :
- Lieutenant-gouverneur : Gordon Barnhart puis Vaughn Schofield
- Législature :

## Événements
- 23 mars : Vaughn Solomon Schofield devient officiellement lieutenant-gouverneur de la Saskatchewan, remplace Gordon Barnhart.

- Mai : le duc Charles Windsor et la duchesse Camilla Parker Bowles feront le tour du Nouveau-Brunswick, de l'Ontario et de la Saskatchewan[1].

## Décès
- 8 septembre : Allyre Sirois, né le 2 août 1923 à Vonda et mort à Saskatoon, est un juge canadien, qui fut, pendant la Seconde Guerre mondiale, agent secret du Special Operations Executive. Envoyé en France occupée comme opérateur radio sous le nom de guerre de « Gustave », il émit depuis Angoulême et déclencha 24 parachutages d'armes et le bombardement d'Angoulême.